# 古托布语
古托布语是印度奥里萨邦科拉普特县、安得拉邦维沙卡帕特南县一种蒙达语族语言。

## 系属分类
古托布语属于蒙达语族南蒙达语支，与雷莫语关系最密切。

## 地理分布
古托布语分布在奥里萨邦南部和安得拉邦北部，尤其集中于奥里萨邦南部科拉普特县Lamptaput街道(Griffiths 2008:634)。近几个世纪以来，古托布语使用者也迁移到了安得拉邦平原地带和拉亚加达县，包括Majiguda镇附近圭语孔德人语区附近。
《民族语》报告的使用地如下。
- 奥里萨邦南部科拉普特县Lamptaput街区40个村
- 奥里萨邦南部马尔坎基里县Khoirput街区
- 安得拉邦北部维沙卡帕特南县

## 现状
古托布语已是濒危语言，水电项目将古托布人从他们的村庄赶走，迫使他们作为少数民族生活在西南奥里亚语村庄促进了濒危。Anderson (2008)估计使用者人数是10人到1.5万，而科拉普特县的Asha Kiran协会则估计人数不到5千人。2011年人口普查可能将古托布语和奥拉里语算成了一种语言，但它们都被外人称为加达巴语。虽然已有过古托布语教育的尝试，但却发生了激烈的抵制，因为古托布人大都身处混合村，多数家长希望他们的孩子只学习西南奥里亚语。